# Grand Prix automobile de Belgique 1994
GP précédent GP suivant
Le Grand Prix automobile de Belgique 1994 (Belgian Grand Prix), disputé sur le Circuit de Spa-Francorchamps situé près de Spa en Belgique le 28 août 1994, est la quarante-et-unième édition du Grand Prix, le 559e Grand Prix de Formule 1 couru depuis 1950 et la onzième manche du championnat 1994.

## Classement
| Pos. | No | Pilote                | Écurie            | Tours | Temps/Abandon                      | Grille | Points |
| ---- | -- | --------------------- | ----------------- | ----- | ---------------------------------- | ------ | ------ |
| Dsq. | 5  | Michael Schumacher    | Benetton-Ford     | 44    | Disqualifié                        | 2      |        |
| 1    | 0  | Damon Hill            | Williams-Renault  | 44    | 1 h 28 min 47 s 170 (208,170 km/h) | 3      | 10     |
| 2    | 7  | Mika Häkkinen         | McLaren-Peugeot   | 44    | + 51 s 381                         | 8      | 6      |
| 3    | 6  | Jos Verstappen        | Benetton-Ford     | 44    | + 1 min 10 s 453                   | 6      | 4      |
| 4    | 2  | David Coulthard       | Williams-Renault  | 44    | + 1 min 45 s 787                   | 7      | 3      |
| 5    | 4  | Mark Blundell         | Tyrrell-Yamaha    | 43    | + 1 tour                           | 12     | 2      |
| 6    | 10 | Gianni Morbidelli     | Arrows-Ford       | 43    | + 1 tour                           | 14     | 1      |
| 7    | 26 | Olivier Panis         | Ligier-Renault    | 43    | + 1 tour                           | 17     |        |
| 8    | 23 | Pierluigi Martini     | Minardi-Ford      | 43    | + 1 tour                           | 10     |        |
| 9    | 24 | Michele Alboreto      | Minardi-Ford      | 43    | + 1 tour                           | 18     |        |
| 10   | 25 | Éric Bernard          | Ligier-Renault    | 42    | + 2 tours                          | 16     |        |
| 11   | 32 | Jean-Marc Gounon      | Simtek-Ford       | 42    | + 2 tours                          | 25     |        |
| 12   | 12 | Johnny Herbert        | Lotus-Mugen-Honda | 41    | + 3 tours                          | 20     |        |
| 13   | 15 | Eddie Irvine          | Jordan-Hart       | 40    | Alternateur                        | 4      |        |
| Abd. | 9  | Christian Fittipaldi  | Arrows-Ford       | 33    | Moteur                             | 24     |        |
| Abd. | 31 | David Brabham         | Simtek-Ford       | 29    | Perte d'une roue                   | 21     |        |
| Abd. | 29 | Andrea De Cesaris     | Sauber-Mercedes   | 27    | Accélérateur                       | 15     |        |
| Abd. | 8  | Martin Brundle        | McLaren-Peugeot   | 24    | Sortie de piste                    | 13     |        |
| Abd. | 14 | Rubens Barrichello    | Jordan-Hart       | 19    | Sortie de piste                    | 1      |        |
| Abd. | 3  | Ukyo Katayama         | Tyrrell-Yamaha    | 18    | Moteur                             | 23     |        |
| Abd. | 11 | Philippe Adams        | Lotus-Mugen-Honda | 15    | Sortie de piste                    | 26     |        |
| Abd. | 28 | Gerhard Berger        | Ferrari           | 11    | Moteur                             | 11     |        |
| Abd. | 19 | Philippe Alliot       | Larrousse-Ford    | 11    | Moteur                             | 19     |        |
| Abd. | 30 | Heinz-Harald Frentzen | Sauber-Mercedes   | 10    | Sortie de piste                    | 9      |        |
| Abd. | 20 | Érik Comas            | Larrousse-Ford    | 3     | Moteur                             | 22     |        |
| Abd. | 27 | Jean Alesi            | Ferrari           | 2     | Moteur                             | 5      |        |
| Nq.  | 34 | Bertrand Gachot       | Pacific-Ilmor     |       | Non qualifié                       |        |        |
| Nq.  | 33 | Paul Belmondo         | Pacific-Ilmor     |       | Non qualifié                       |        |        |

## Pole position et record du tour
- Pole position : Rubens Barrichello en 2 min 21 s 163 (vitesse moyenne : 178,543 km/h).
- Meilleur tour en course : Damon Hill en 1 min 57 s 117 au 41e tour (vitesse moyenne : 215,200 km/h).

## Tours en tête
- Michael Schumacher : 43 (1-28 / 30-44)
- David Coulthard : 1 (29)

## Statistiques
- 6e victoire pour Damon Hill.
- 74e victoire pour Williams en tant que constructeur.
- 54e victoire pour Renault en tant que motoriste.
- Michael Schumacher premier sous le drapeau à damiers est disqualifié parce que sa Benetton fut jugée non conforme au règlement technique après l'arrivée (usure excessive du patin en jabroc sous la voiture).